# دنیل کارلین
دنیل کارلین (زاده ۴ دسامبر سال ۱۹۵۳) پژوهشگر بریتانیایی و استاد ادبیات انگلیسی در دانشگاه بریستول است. وی به دلیل آثارش دربارهٔ ادبیاتِ قرن نوزدهم و بیستمِ انگلیس و آمریکا شناخته شده‌است.

## کتاب‌ها
- The Courtship of Robert Browning and Elizabeth Barrett (1985)
- Browning’s Hatreds (1993)
- Penguin Book of Victorian Verse (1997)
- Proust’s English (2005)